# Arraksboll

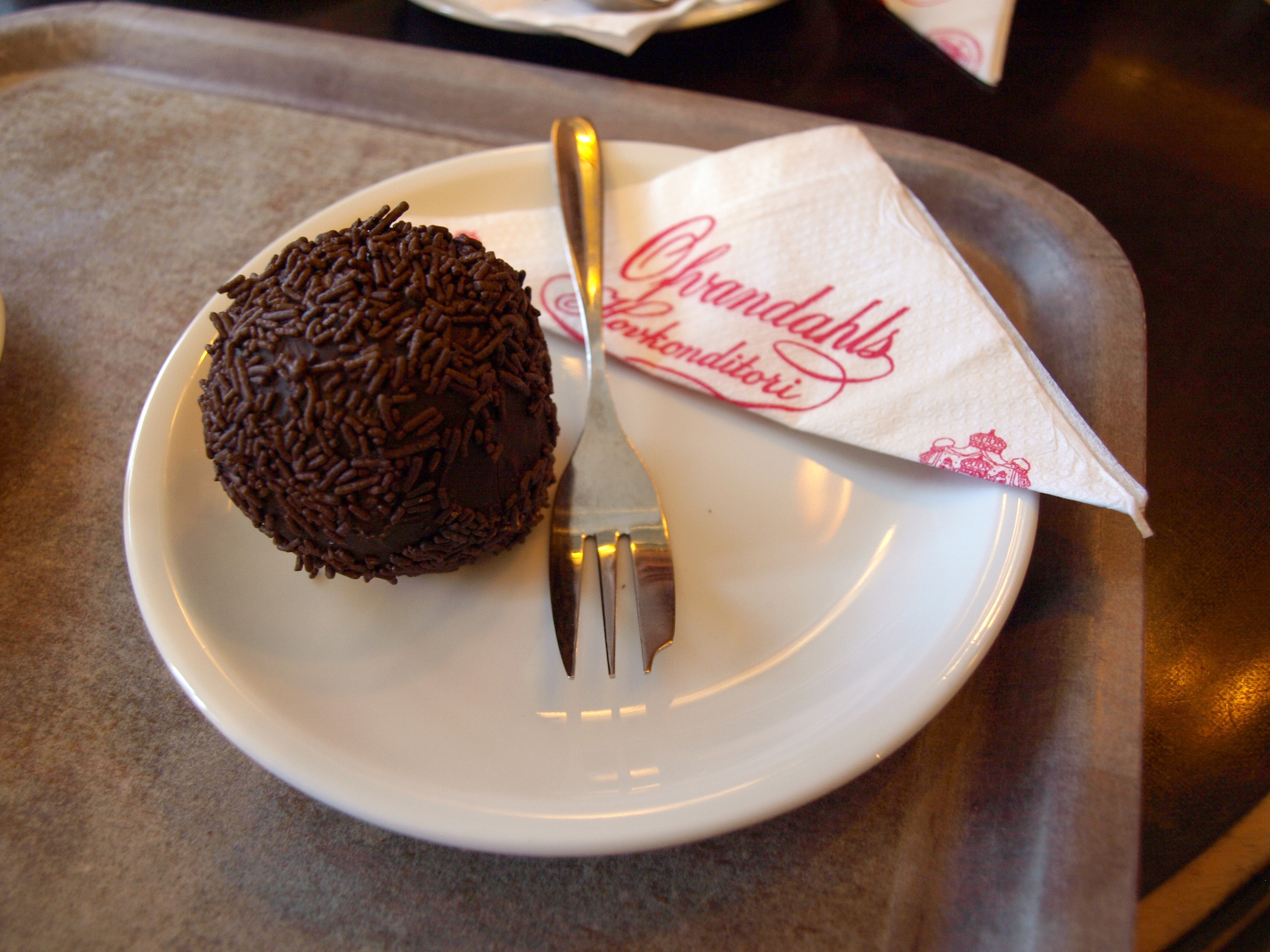
Arraksboll på ett konditori i Uppsala.

En arraksboll eller myrstack är ett litet runt bakverk med smak av arrak.
Huvudingredienserna är havregryn, kaksmulor eller liknande, socker och fett. Den visuella skillnaden mellan en arraksboll och en chokladboll ses i att en arraksboll är garnerad med brunt strössel, medan chokladbollen är garnerad med kokosflingor eller pärlsocker.